# Trogkettenförderer

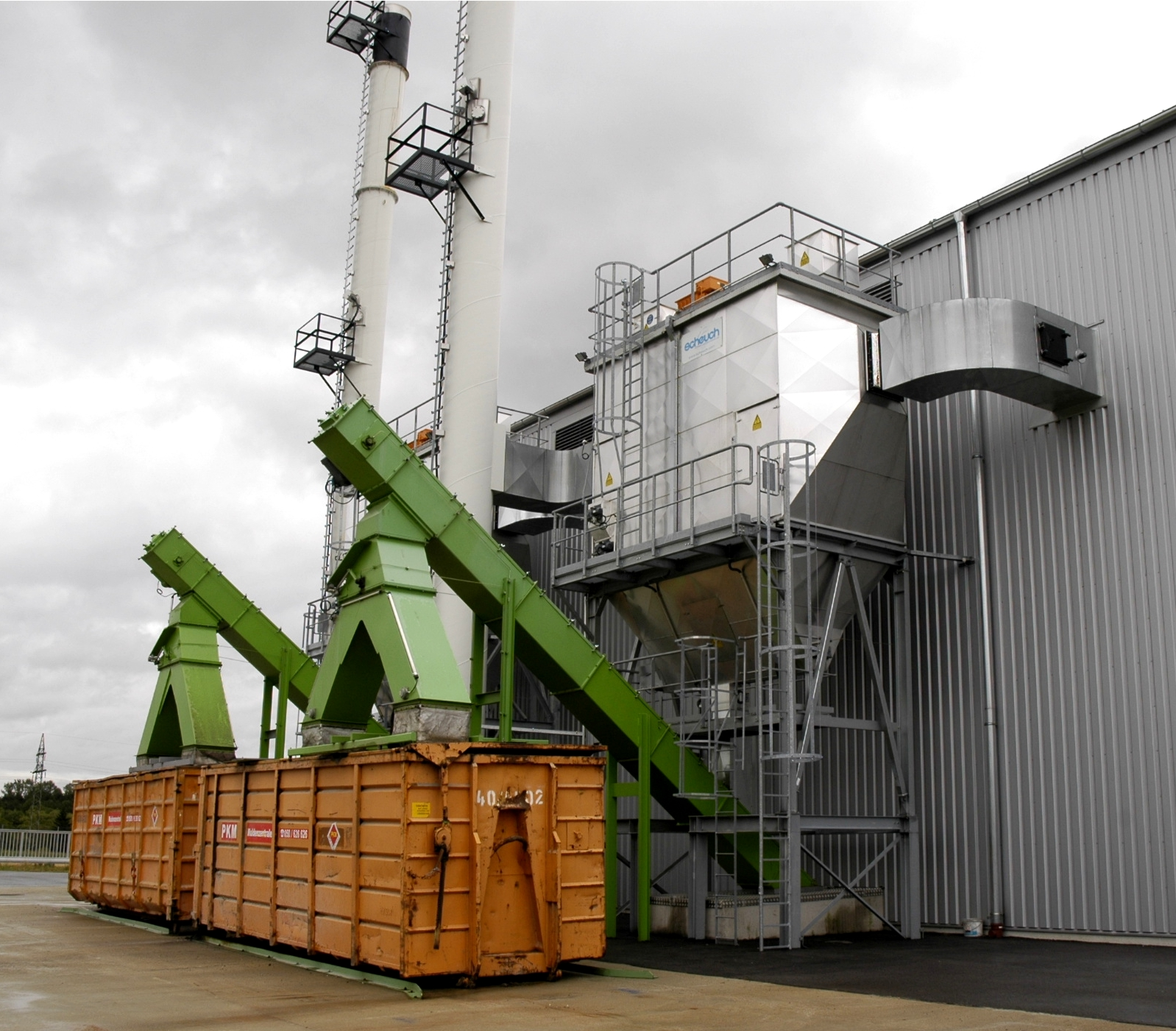
Trogkettenförderer (grün) für den Aschetransport vom Elektrofilter eines biomassebefeuerten Kessels in die Aschemulde (orange)

Trogkettenförderer sind für den Schüttguttransport geeignete Förderanlagen (mechanische Stetigförderer mit Zugmittel) bei denen eine endlose Kette mit Mitnehmern (Querstegen) in einem geschlossenen Trog verläuft. Je nach Gestalt der Mitnehmer kann horizontal, (steil) ansteigend oder vertikal gefördert werden.
Kratzerförderer sind im Aufbau den Trogkettenförderern ähnlich, die Förderrinne ist im Gegensatz zu den Trogkettenförderern jedoch oben offen, was dazu führt, dass sie nur horizontal oder mit leichter Neigung fördern können. Dabei schieben Mitnehmer das Fördergut auf dem Gehäuseboden zum Abwurf. Sie eignen sich insbesondere für sperrige Güter wie Stroh, Holzschnitzel, Fräs- und Drehspäne, werden aber auch im Bergbau verwendet.
Eine besondere Verwendung finden sie als Scherbenkratzer in der Glasindustrie. Verworfene, fehlerhafte Werkstücke werden durch Schächte in den Scherbenkratzer befördert. Da das Glas noch glutrot ist und eine Temperatur von einigen hundert Grad hat, muss die Fördertechnik vor der großen Hitze bei jahrelanger ununterbrochenen Belastung geschützt werden. Deswegen ist der Trog bis oben hin mit Wasser befüllt und kann so das Glas schnell abkühlen. Die Böden der Scherbenkratzer sind zum Schutz vor den mechanischen Belastungen mit hartem Basalt ausgekleidet.